# Rohrbach Ro III
Die Rohrbach Ro III war ein hochseefähiges Flugboot des deutschen Herstellers Rohrbach Metallflugzeugbau aus den 1920er Jahren, das als Fernaufklärer und Passagierflugboot angeboten wurde. Die Weiterentwicklung aus der Rohrbach Ro II drückt sich auch in der ursprünglichen Werksbezeichnung Ro II Serie 3 aus. Die Angaben zur Stückzahl der insgesamt gebauten Ro III und Ro IIIa schwanken zwischen vier und neun Exemplaren.

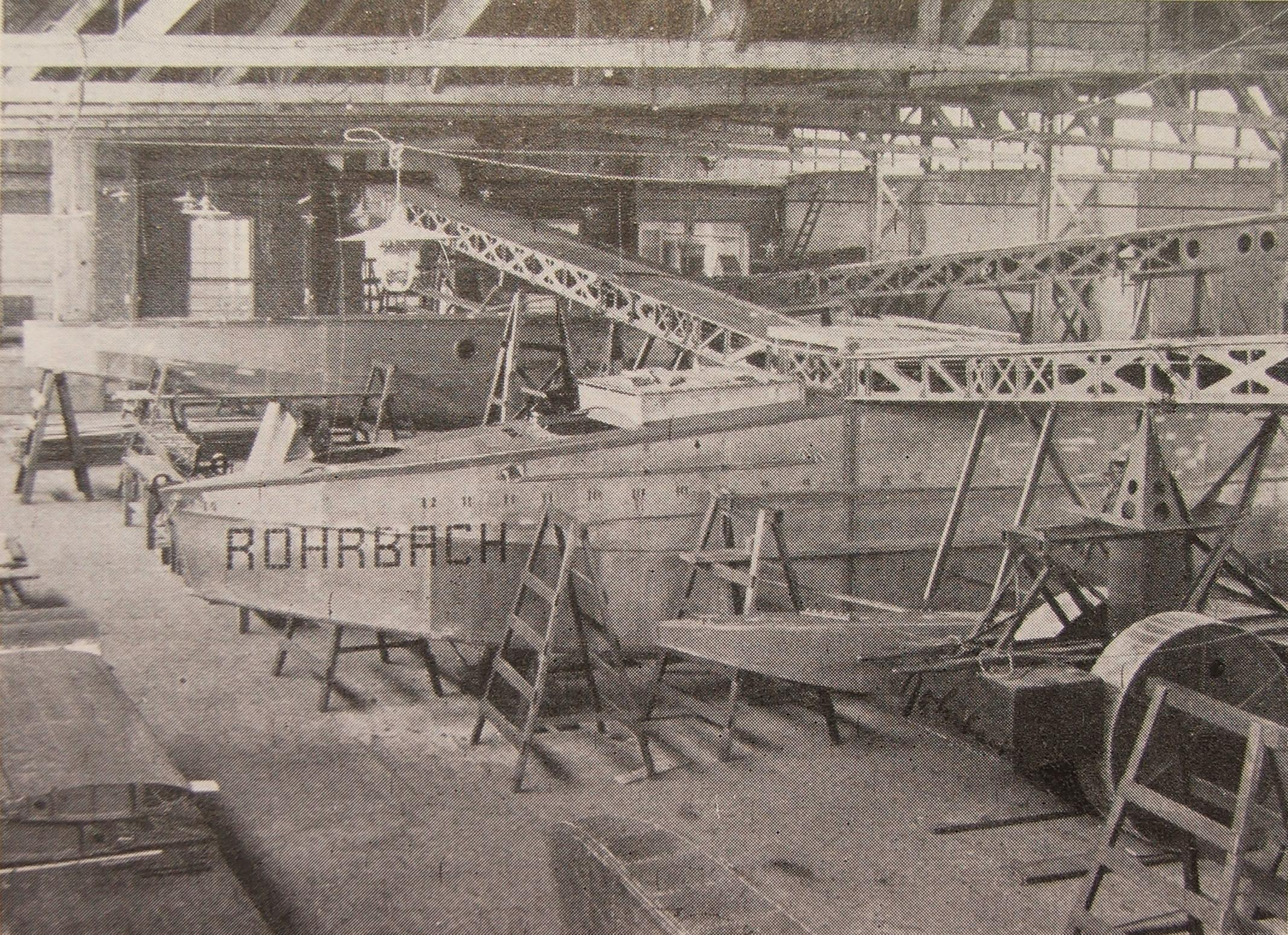
Rodra im Bauzustand Anfang 1927

## Geschichte

### Ro III
Trotz der insgesamt guten Beurteilung der an Japan verkauften Ro II (dort als R-1 bezeichnet) waren vor allem die schlechten Starteigenschaften Gegenstand von Verbesserungsvorschlägen. Beim Nachfolgemuster führte Rohrbach entsprechende Verbesserungen ein. So wurde ein scharfer Bootsbug eingeführt, der auch ein Kennzeichen aller späteren Rohrbach-Konstruktionen werden sollte. Zusätzlich wurde auch die Spantenkonstruktion des Bootsbodens verstärkt. Neben einer geringfügigen Änderung der Abmessungen gegenüber der Ro II, erhielt die Ro III auch ein abgestrebtes Höhenleitwerk.
Mitsubishi übernahm 1927 eine Ro III unter der Bezeichnung R-2 mit in Lizenz hergestellten Hispano-Suiza-V-12-Motoren mit einer Leistung von je 450 PS. Auch die Instrumente stammten aus japanischer Produktion. Nach einer Erprobungsphase und einer Umrüstung auf Rolls-Royce Eagle-IX-Triebwerke wurde das Flugzeug im September 1927 an die Fluggesellschaft Nippon Koku KK (Japan Aviation Co. Ltd.) abgegeben und erhielt das Kennzeichen J-BHAE. Der Einsatz auf der geplanten Route nach Shanghai kam wegen der nicht zufriedenstellenden Erprobung jedoch nicht zustande.
Entsprechend dieser Erfahrungen änderte das Hiro Marine Arsenal, das die Bauteile für die zweite Maschine aus Berlin erhielt, bei der R-3 einige wichtige Dinge. So wurden neben abgerundeten Tragflächenenden, strömungsgünstigeren Verstrebungen, einem höher gelegten Höhenleitwerk und modifizierten Stützschwimmern als wichtigste Neuerung ein gekielter (V-förmiger) Rumpfboden eingeführt. Als Antrieb dienten zwei Lorraine-Dietrich-Motoren mit je 450 PS. Trotz verbesserter Leistungen kam es jedoch nicht zu einer Lizenzfertigung in Japan.

### Ro IIIa (Rodra)
Auch Rohrbach erkannte bereits vorher die Notwendigkeit einer Weiterentwicklung des Entwurfs und konzipierte die Ro IIIa Rodra (Ro-drei-a). Im ersten Halbjahr 1926 stellte man die Rodra als vor allem für militärische Zwecke vorgesehenes Flugboot vor. So erhielt die Maschine spezielle Abwurfvorrichtungen für eine Bombenlast von bis zu 1196 kg, die unter den Tragflächen mitgeführt werden konnte. Die Rodra erhielt einen stark gekielten Rumpfboden, der den bis dahin verwendeten flachen Boden ablöste, da die ungekielte Ausführung bei den hohen Aufsetzgeschwindigkeiten der Rohrbach-Flugboote erheblichen Stößen ausgesetzt war. Diese beeinträchtigten sowohl die Besatzung als auch die Struktur der Flugzeugzelle. Die Kielung führte zu einem weicheren Eintauchen des Rumpfbootes. Die Besatzung konnte von vier auf drei Mann reduziert werden. Als Triebwerke wurden Lorraine-Dietrich-Motoren mit je 450 PS eingesetzt.
Gegen starke ausländische Konkurrenz konnte Rohrbach zwei Ro IIIa an die türkische Marine verkaufen. Diese erhielten die Namen Smyrna und Stambul. Nach mehr als vier Jahren Einsatz wurden die beiden Flugzeuge von der Deutschen Versuchsanstalt für Luftfahrt begutachtet. Diese stellte fest, dass alle Bauteile in Ordnung waren und die volle Betriebssicherheit gewährleistet war.

## Konstruktion
Die Ro III war als Schulterdecker ausgelegt, wobei die Tragflächen einen rechteckigen Grundriss hatten. Diese waren mehrmals unterteilt und besaßen eine über die Spannweite gleichbleibende Profildicke. Rohrbach legte Wert auf einfaches Beheben von eventuellen Korrosionsschäden durch leichtes Entfernen und Wiedervernieten der Beplankung. Die starke V-Stellung von 6° verhinderte bei starkem Seegang das Unterschneiden der Flügelenden. Vorder- und Hinterholm bildeten zusammen mit Querverbänden, den Rippen und der Beplankung den torsions- und biegesteifen Kastenholm. Flügelnase und Endrippen bildeten ebenfalls einzelne Kästen, die mit dem zentralen Kastenholm verschraubt wurden. Diese Kästen waren leicht auszuwechseln und vereinfachten die Ersatzteilhaltung durch eine Einteilung in gleich große Sektionen. Im Bereich des Innenflügels dienten die Endrippenkästen als Kraftstoffbehälter.
Der zweistufige schmale Bootsrumpf war durch mehrere Schotten in wasserdichte Räume unterteilt und war durchgehend in dem Werkstoff Duralumin ausgeführt. Die Leitwerksflächen hatten ebenfalls eine Rechteckform, wobei das Höhenleitwerk zum Rumpf hin abgestrebt war. Auch die zwei unter den Tragflächen angebrachten Stützschwimmer hatten Abstrebungen zum Rumpf und zur Tragfläche. In dem relativ schmalen Bootskörper konnten in der Ausführung als Verkehrsflugboot zehn Personen untergebracht werden, während bei der militärischen Ausführung die Besatzung aus 3 bestand.
Die Triebwerke saßen auf aus Stahlprofilen geschweißten Lagerböcken über der Tragfläche, wo sie wie die Zweiblatt-Holzpropeller vor Spritzwasser weitgehend geschützt waren. Durch den geringen Abstand der Motoren ergab sich eine gute Längsstabilität im Einmotorenflug. Zur Bergung des Flugboots aus dem Wasser und zum Manövrieren an Land gab es pro Tragfläche je einen sogenannten „Bergungswagen“ auf denen das Flugboot mit eigener Kraft ins Wasser und zurück an Land rollen konnte. Das An- und Absetzen der Wagen war mit zwei Männern in vier Minuten möglich. Die schon bei der Ro II für Notfälle vorgesehene Hilfsbesegelung wurde bei der Ro III weiter verbessert.

## Technische Daten

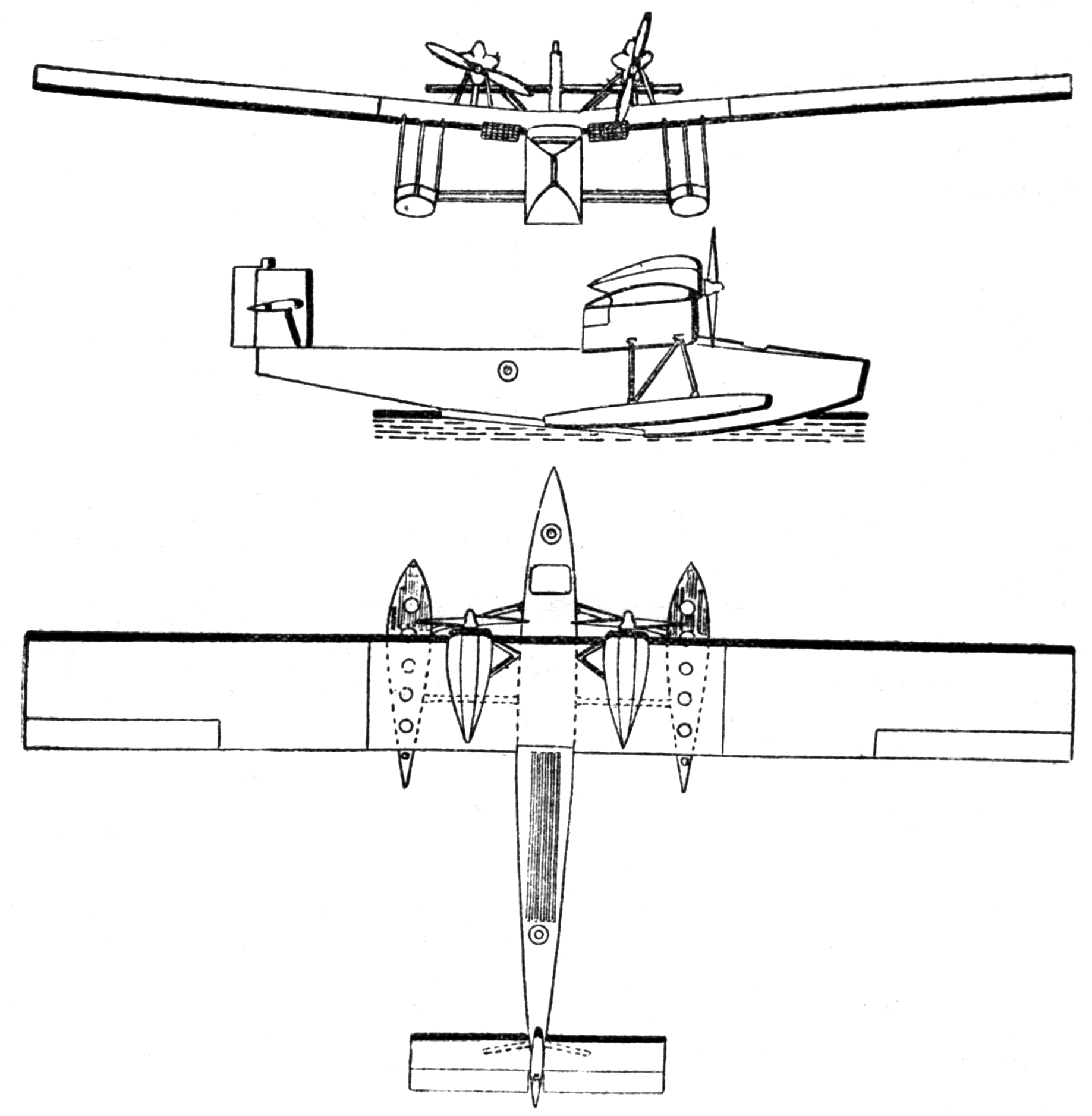
Dreiseitenansicht Ro IIIa (Rodra)

| Kenngröße             | Daten Ro III                           | Daten Ro IIIa                            |
| --------------------- | -------------------------------------- | ---------------------------------------- |
| Besatzung             | 3–4                                    | 3                                        |
| Länge                 | 17,20 m                                | 17,20 m                                  |
| Spannweite            | 29,00 m                                | 27,55 m                                  |
| Leermasse             | 3600 kg                                | 3900 kg                                  |
| Startmasse            | 6300 kg                                | 6250 kg                                  |
| Höchstgeschwindigkeit | 200 km/h                               | 190 km/h                                 |
| Reisegeschwindigkeit  | 180 km/h                               |                                          |
| Landegeschwindigkeit  |                                        | 100 km/h                                 |
| Dienstgipfelhöhe      | 4000 m                                 | 3300 m                                   |
| Triebwerke            | 2 × Rolls-Royce Eagle IX mit je 360 PS | 2 × Lorraine-Dietrich V-12 mit je 450 PS |